# Musayelyan
Musayelyan là một đô thị thuộc tỉnh Shirak, Armenia. Dân số ước tính năm 2011 là 374 người.